# Station Kusięta Nowe
Station Kusięta Nowe is een spoorwegstation in de Poolse plaats Kusięta.